# Mario Sandoval
Mario Aníbal Sandoval Toro (Santiago, Chile, 24 de julio de 1991) es un futbolista profesional chileno, que juega como mediocampista. Actualmente se encuentra en Deportes Concepción de la Primera B de Chile.
Es primo del seleccionado chileno Charles Aránguiz.

## Trayectoria
Fue formado en las divisiones del Fútbol Joven de Colo-Colo, en el año 2011 es cedido a Deportes Puerto Montt, en este club hace su debut en el profesionalismo, en el cual permanece durante dos años, en el año 2013 regresa a Colo-Colo para jugar en la filial que incursionó en la Segunda División Profesional de Chile (Colo-Colo "B"), en el mismo año es nuevamente cedido, esta vez a San Marcos de Arica por todo el resto de la temporada. En el 2014 juega para Deportes Copiapó, en el mismo año parte a Deportes Melipilla, un año más tarde recala en Santiago Morning, posteriormente en el año 2016 llega a San Antonio Unido, para el Transición 2017 de la Segunda División Profesional de Chile, retorna Mario Sandoval a Deportes Melipilla.
Durante las Fiestas Patrias del año 2024, protagonizó un accidente de tránsito en estado de ebriedad, y se dio a la fuga sin ayudar a los lesionados, lo que llevó a su despido de Cobreloa.

## Estadísticas
| Deportes Puerto Montt · Chile                                               | 2.ª           | 2011          | 28  | 2  | 1  | 0 | — | — | 29  | 2  |
| Deportes Puerto Montt · Chile                                               | 2.ª           | 2012          | 31  | 4  | 4  | 0 | — | — | 35  | 4  |
| Deportes Puerto Montt · Chile                                               | Total club    | Total club    | 59  | 6  | 5  | 0 | 0 | 0 | 64  | 6  |
| Colo Colo Filial · Chile                                                    | 3.ª           | 2013          | 17  | 2  | —  | — | — | — | 17  | 2  |
| Colo Colo Filial · Chile                                                    | Total club    | Total club    | 17  | 2  | 0  | 0 | 0 | 0 | 17  | 2  |
| San Marcos de Arica · Chile                                                 | 2.ª           | 2013-14       | 9   | 0  | 6  | 1 | — | — | 15  | 1  |
| San Marcos de Arica · Chile                                                 | Total club    | Total club    | 9   | 0  | 6  | 1 | 0 | 0 | 15  | 1  |
| Deportes Copiapó · Chile                                                    | 2.ª           | 2013-14       | 1   | 0  | 0  | 0 | — | — | 1   | 0  |
| Deportes Copiapó · Chile                                                    | Total club    | Total club    | 1   | 0  | 0  | 0 | 0 | 0 | 1   | 0  |
| Deportes Melipilla · Chile                                                  | 3.ª           | 2014-15       | 21  | 3  | 0  | 0 | — | — | 21  | 3  |
| Deportes Melipilla · Chile                                                  | Total club    | Total club    | 21  | 3  | 0  | 0 | 0 | 0 | 21  | 3  |
| Santiago Morning · Chile                                                    | 2.ª           | 2015-16       | 18  | 0  | 8  | 0 | — | — | 26  | 0  |
| Santiago Morning · Chile                                                    | Total club    | Total club    | 18  | 0  | 8  | 0 | 0 | 0 | 26  | 0  |
| San Antonio Unido · Chile                                                   | 3.ª           | 2016-17       | 27  | 7  | —  | — | — | — | 27  | 7  |
| San Antonio Unido · Chile                                                   | Total club    | Total club    | 27  | 7  | 0  | 0 | 0 | 0 | 27  | 7  |
| Deportes Melipilla · Chile                                                  | 3.ª           | 2017          | 17  | 1  | —  | — | — | — | 17  | 1  |
| Deportes Melipilla · Chile                                                  | 2.ª           | 2018          | 27  | 7  | 1  | 0 | — | — | 28  | 8  |
| Deportes Melipilla · Chile                                                  | 2.ª           | 2019          | 13  | 3  | 1  | 0 | — | — | 14  | 3  |
| Deportes Melipilla · Chile                                                  | Total club    | Total club    | 57  | 11 | 2  | 0 | 0 | 0 | 59  | 11 |
| Unión Española · Chile                                                      | 1.ª           | 2019          | 8   | 0  | 2  | 0 | — | — | 10  | 0  |
| Unión Española · Chile                                                      | 1.ª           | 2020          | 26  | 4  | —  | — | — | — | 26  | 4  |
| Unión Española · Chile                                                      | Total club    | Total club    | 34  | 4  | 2  | 0 | 0 | 0 | 36  | 4  |
| Universidad de Chile · Chile                                                | 1.ª           | 2021          | 29  | 2  | 4  | 1 | 1 | 0 | 34  | 3  |
| Universidad de Chile · Chile                                                | Total club    | Total club    | 29  | 2  | 4  | 1 | 1 | 0 | 34  | 3  |
| Curicó Unido · Chile                                                        | 1.ª           | 2022          | 25  | 3  | 4  | 0 | — | — | 29  | 3  |
| Curicó Unido · Chile                                                        | 1.ª           | 2023          | 22  | 1  | 0  | 0 | 2 | 0 | 28  | 1  |
| Curicó Unido · Chile                                                        | Total club    | Total club    | 47  | 4  | 4  | 0 | 2 | 0 | 53  | 4  |
| Cobreloa · Chile                                                            | 1.ª           | 2024          | 15  | 0  | 3  | 0 | — | — | 18  | 0  |
| Cobreloa · Chile                                                            | Total club    | Total club    | 15  | 0  | 3  | 0 | 0 | 0 | 18  | 0  |
| Total carrera                                                               | Total carrera | Total carrera | 343 | 39 | 34 | 2 | 3 | 0 | 380 | 41 |
| (1) Incluye datos de Copa Chile. (2) Incluye datos de la Copa Libertadores. |               |               |     |    |    |   |   |   |     |    |